# 阿塞拜疆蘇維埃社會主義共和國國徽
阿塞拜疆蘇維埃社會主義共和國國徽啟用於1937年，參照蘇聯國徽設計而成。
呈圓形，下為旭日初升之象，前為油架。上方有紅色五角星，中為鎚子與鐮刀，象徵社會主義照亮全球。外圍由麥穗和棉花裝飾。飾帶以俄語和阿塞拜疆語書有蘇聯格言「全世界無產者，聯合起來！」和「阿塞拜疆蘇維埃社會主義共和國」。
1992年，阿塞拜疆國徽成為新國家的國徽。